# Seznam praznikov z oznako Svetovni dan
Tovrstni dnevi imajo za glavni cilj ozaveščanje svetovnega prebivalstva, da bi kakor koli pripomogli zoper problem, na katerega se praznik navezuje.

## Seznam praznikov z oznako Svetovni dan...
- Svetovni dan ALS: 21. junij
- Svetovni basovski dan: 30. marec
- Svetovni dan velnesa: 2. sobota v juniju
- Svetovni dan alzheimerjeve bolezni: 21. september
- Svetovni dan arhitekture: 1. oktober
- Svetovni dan astme: prvi četrtek v maju
- Svetovni dan barij: zadnjo nedeljo v juliju
- Svetovni dan beguncev: 20. junij
- Svetovni dan biodiverzitete: 22. maj
- Svetovni dan bivalnega okolja: 6. oktober
- Svetovni dan boja proti aidsu: 1. december
- Svetovni dan boja proti bolečini: 11. oktober
- Svetovni dan boja proti kajenju: 31. januar
- Svetovni dan boja proti nasilju nad ženskami: 25. november
- Svetovni dan boja proti nepismenosti: 8. september
- Svetovni dan boja proti odvisnosti: 11. november
- Svetovni dan boja proti otroškemu delu: 12. junij
- Svetovni dan boja proti raku: 4. februar
- Svetovni dan boja proti rasni diskriminaciji: 21. marec
- Svetovni dan boja proti revščini: 17. oktober
- Svetovni dan boja proti smrtni kazni: 30. november
- Svetovni dan boja proti sužnosti: 2. december
- Svetovni dan boja proti širjenju puščav in suše: 17. junij
- Svetovni dan bolnikov: 11. februar
- Svetovni dan brez avtomobila: 22. april
- Svetovni dan civilne zaščite: 1. marec
- Svetovni dan čebel: 20. maj
- Svetovni dan človekovih pravic: 10. december
- Svetovni dan diabetesa: 14. november
- Svetovni dan dojenja: 2. avgust
- Svetovni dan družine: 15. maj
- Svetovni dan duševnega zdravja: 10. oktober
- Svetovni dan edinosti Cerkve: 19. januar
- Svetovni dan etnologije: 2. april
- Svetovni dan Evrope: 9. maj
- Svetovni dan farmacevtov: 25. september
- Svetovni dan gasilcev: 4. maj
- Svetovni dan glasbe: 1. oktober
- Svetovni dan gledališča: 27. marec
- Svetovni dan gluhonemih: 30. september
- Svetovni dan gora: 11. december
- Svetovni dan gozdov: 21. marec
- Svetovni dan habitata: 1. ponedeljek v oktobru
- Svetovni dan hemofilije: 17. april
- Svetovni dan hipertenzije: 13. maj
- Svetovni dan hoje: 15. oktober
- Svetovni dan hrane: 16. oktober
- Svetovni dan hrbteničnih bolezni in okvar: 16. oktober
- Svetovni dan intelektualne lastnine: 26. april
- Svetovni dan invalidov: 3. december
- Svetovni dan izseljencev: 17. november
- Svetovni dan jezikov: 26. september
- Svetovni dan kmetic: 15. oktober
- Svetovni dan knjige in avtorskih pravic: 23. april
- Svetovni dan KOPB: 16. november
- Svetovni dan krvodajalstva: 14. junij
- Svetovni dan kulturnega razvoja: 21. maj
- Svetovni dan letalstva: 17. december
- Svetovni dan lionizma: 12. april
- Svetovni dan lutkarjev: 21. marec
- Svetovni dan mater: 25. marec
- Svetovni dan materinščine: 21. februar
- Svetovni dan medicinskih sester in babic: 6. maj
- Svetovni dan meteorologije: 23. marec
- Svetovni dan migrantov: 18. december
- Svetovni dan miru: 1. januar
- Svetovni dan mladih: 12. avgust
- Svetovni dan mladih prostovoljcev: 15. april
- Svetovni dan mladine: 11. november
- Svetovni dan mladinske književnosti: 2. april
- Svetovni dan mokrišč: 2. februar
- Svetovni dan možganske kapi: 10. maj
- Svetovni dan muzejev: 18. maj
- Svetovni dan nekajenja: 31. maj
- Svetovni dan oceanov: 8. junij
- Svetovni dan ohranjanja ozonske plasti: 16. september
- Svetovni dan oporečnikov: 15. maj
- Svetovni dan osteoporoze: 20. oktober
- Svetovni dan osveščanja o nasilju nad starejšimi: 15. junij
- Svetovni dan otroka: 20. november
- Svetovni dan OZN: 24. oktober
- Svetovni dan plesa: 29. april
- Svetovni dan podjetnic: 18. maj
- Svetovni dan podnebnih sprememb: 15. maj
- Svetovni dan podore žrtvam mučenja: 26. junij
- Svetovni dan poezije: 21. marec
- Svetovni dan pošte: 9. oktober
- Svetovni dan pozdrava: 21. november
- Svetovni dan pravice vedeti: 28. november
- Svetovni dan pravične trgovine: 13. maj
- Svetovni dan prebivalstva: 11. julij
- Svetovni dan preprečevanja samomorov: 10. september
- Svetovni dan pripadnikov mirovnih operacij ZN: 29. maj
- Svetovni dan pripovedništva: 19. marec
- Svetovni dan prostovoljcev: 5. december
- Svetovni dan prosto živečih živalskih in rastlinskih vrst: 3. marec
- Svetovni dan prve pomoči: 11. september
- Svetovni dan psoriaze: 29. oktober
- Svetovni dan ptic selivk: 10. maj
- Svetovni dan radioamaterjev: 18. april
- Svetovni dan Rdečega križa: 8. maj
- Svetovni dan rek: zadnja nedelja v septembru
- Svetovni dan religij: 16. januar
- Svetovni dan revmatskih bolezni: 12. oktober
- Svetovni dan Romov: 8. april
- Svetovni dan sonca: 28. maj
- Svetovni dan spomina na žrtve holokavsta: 27. januar
- Svetovni dan spomina na žrtve cestno-prometnih nesreč: 3. nedelja v novembru
- Svetovni dan srca: 29. september
- Svetovni dan standardizacije: 14. oktober
- Svetovni dan starejših: 1. oktober
- Svetovni dan stomistov: 2. oktober
- Svetovni dan strpnosti: 21. marec
- Svetovni dan svobode tiska: 3. maj
- Svetovni dan šolskega mleka: 24. september
- Svetovni dan športa: 31. maj
- Svetovni dan študentov: 17. november
- Svetovni dan telekomunikacij: 17. maj
- Svetovni dan televizije: 21. november
- Svetovni dan travme: 17. oktober
- Svetovni dan tuberkuloze: 24. marec
- Svetovni dan turizma: 27. september
- Svetovni dan učiteljev: 5. oktober
- Svetovni dan urbanizma: 29. november
- Svetovni dan ustnega zdravja: ((20. marec))
- Svetovni dan varčevanja: 31. oktober
- Svetovni dan varčevanja z energijo: 6. marec
- Svetovni dan varne uporabe interneta: 9. februar
- Svetovni dan varnosti in zdravja pri delu: 28. april
- Svetovni dan varstva okolja: 5. junij
- Svetovni dan varstva potrošnikov: 30. november
- Svetovni dan varstva živali: 4. oktober
- Svetovni dan vegetarijanstva: 1. oktober
- Svetovni dan veterinarjev: zadnja sobota v aprilu
- Svetovni dan voda: 22. marec
- Svetovni dan zdravja: 7. april
- Svetovni dan zborovskega petja: 2. nedelja v decembru
- Dan zemlje: 22. april
- Svetovni dan znanosti za mir in razvoj: 10. november
- Svetovni dan gasilcev: 8. junij

## Prazniki z oznako Svetovni dan, po mesecih

#### Januar
- Svetovni dan miru: 1. januar
- Svetovni dan religij: 17. januar
- Svetovni dan edinosti Cerkve: 19. januar
- Svetovni dan spomina na žrtve holokavsta: 27. januar
- Svetovni dan boja proti kajenju: 31. januar

#### Februar
- Svetovni dan mokrišč: 2. februar
- Svetovni dan boja proti raku: 4. februar
- Svetovni dan bolnikov: 11. februar
- Svetovni dan varne uporabe interneta: 6. februar
- Svetovni dan materinščine: 21. februar

#### Marec
- Svetovni dan civilne zaščite: 1. marec
- Svetovni dan prosto živečih živalskih in rastlinskih vrst: 3. marec
- Svetovni dan varčevanja z energijo: 6. marec
- Svetovni dan socialnega dela: 15. marec
- Svetovni dan pripovedništva: 19. marec
- Svetovni dan boja proti rasni diskriminaciji: 21. marec
- Svetovni dan gozdov: 21. marec
- Svetovni dan poezije: 21. marec
- svetovni dan Downovega sindroma: 21. marec
- Svetovni dan lutkarjev: 21. marec
- Svetovni dan ustnega zdravja: 20. marec
- Svetovni dan voda: 22. marec
- Svetovni dan meteorologije: 23. marec
- Svetovni dan tuberkuloze: 24. marec
- Svetovni dan gledališča: 27. marec

#### April
- Svetovni dan etnologije: 2. april
- Svetovni dan mladinske književnosti: 2. april
- Svetovni dan zdravja: 7. april
- Svetovni dan Romov: 8. april
- Svetovni dan lionizma: 12. april
- Svetovni dan mladih prostovoljcev: 15. april
- Svetovni dan hemofilije: 17. april
- Svetovni dan zemlje: 22. april
- Svetovni dan brez avtomobila: 22. april
- Svetovni dan knjige in avtorskih pravic: 23. april
- Svetovni dan veterinarjev: zadnja sobota v aprilulli
- Svetovni dan intelektualne lastnine: 26. april
- Svetovni dan varnosti in zdravja pri delu: 28. april
- Svetovni dan plesa: 29. april

#### Maj
- Svetovni dan svobode tiska: 3. maj
- Svetovni dan gasilcev: 4. maj
- Svetovni dan astme: 4. maj
- Svetovni dan babic: 6. maj
- Svetovni dan Rdečega križa: 8. maj
- Svetovni dan Evrope: 9. maj
- Svetovni dan možganske kapi: 10. maj
- Svetovni dan ptic selivk: 10. maj
- Svetovni dan medicinskih sester: 12. maj
- Svetovni dan pravične trgovine: 13. maj
- Svetovni dan hipertenzije: 13. maj
- Svetovni dan družine: 15. maj
- Svetovni dan podnebnih sprememb: 15. maj
- Svetovni dan oporečnikov: 15. maj
- Svetovni dan telekomunikacij: 17. maj
- Svetovni dan podjetnic: 18. maj
- Svetovni dan muzejev: 18. maj
- Svetovni dan čebel: 20. maj
- Svetovni dan kulturnega razvoja: 21. maj
- Svetovni dan biotske pestrosti: 22. maj
- Svetovni dan sonca: 28. maj
- Svetovni dan pripadnikov mirovnih operacij ZN: 29. maj
- Svetovni dan športa: 31. maj
- Svetovni dan nekajenja: 31. maj

#### Junij
- Svetovni dan mleka: 1. junij
- Svetovni dan varstva okolja: 5. junij
- Svetovni dan varnosti hrane: 7. junij
- Svetovni dan gasilcev: 8. junij
- Svetovni dan oceanov: 8. junij
- Svetovni dan boja proti otroškemu delu: 12. junij
- Svetovni dan krvodajalstva: 14. junij
- Svetovni dan osveščanja o nasilju nad starejšimi: 15. junij
- Svetovni dan boja proti širjenju puščav in suše: 17. junij
- Svetovni dan beguncev: 20. junij
- Svetovni dan ALS: 21. junij
- Svetovni dan podpore žrtvam mučenja: 26. junij

#### Julij
- Svetovni dan prebivalstva: 11. julij
- Svetovni dan barij: zadnjo nedeljo v juliju

#### Avgust
- Svetovni dan dojenja: 2. avgust
- Svetovni dan mačk:    8. avgust
- Svetovni dan mladih: 12. avgust

#### September
- Svetovni dan boja proti nepismenosti: 8. september
- Svetovni dan preprečevanja samomorov: 10. september
- Svetovni dan prve pomoči: 11. september
- Svetovni dan ohranjanja ozonske plasti: 16. september
- Svetovni dan alzheimerjeve bolezni: 21. september
- Svetovni dan šolskega mleka: 24. september
- Svetovni dan farmacevtov: 25. september
- Svetovni dan jezikov: 26. september
- Svetovni dan turizma: 27. september
- Svetovni dan gluhonemih: 30. september
- Svetovni dan srca: 29. september
- Svetovni dan rek: zadnja nedelja v septembru

#### Oktober
- Svetovni dan starejših: 1. oktober
- Svetovni dan vegetarijanstva: 1. oktober
- Svetovni dan glasbe: 1. oktober
- Svetovni dan arhitekture: 1. oktober
- Svetovni dan habitata: 1. ponedeljek v oktobru
- Svetovni dan stomistov: 2. oktober
- Svetovni dan varstva živali: 4. oktober
- Svetovni dan učiteljev: 5. oktober
- Svetovni dan bivalnega okolja: 6. oktober
- Svetovni dan nepopolnosti: 7. oktober
- Svetovni dan pošte: 9. oktober
- Svetovni dan duševnega zdravja: 10. oktober
- Svetovni dan boja proti bolečini: 11. oktober
- Svetovni dan revmatskih bolezni: 12. oktober
- Svetovni dan brez modrčka: 13. oktober
- Svetovni dan standardizacije: 14. oktober
- Svetovni dan hoje: 15. oktober
- Svetovni dan kmetic: 15. oktober
- Svetovni dan hrane: 16. oktober
- Svetovni dan hrbteničnih bolezni in okvar: 16. oktober
- Svetovni dan boja proti revščini: 17. oktober
- Svetovni dan travme: 17. oktober
- Svetovni dan osteoporoze: 20. oktober
- Svetovni dan OZN: 24. oktober
- Svetovni dan delovne terapije: 27. oktober
- Svetovni dan psoriaze: 29. oktober
- Svetovni dan varčevanja: 31. oktober

#### November
- Svetovni dan znanosti za mir in razvoj: 10. november
- Svetovni dan boja proti odvisnosti: 11. november
- Svetovni dan mladine: 11. november
- Svetovni dan diabetesa: 14. november
- Svetovni dan KOPB: 16. november
- Svetovni dan izseljencev: 17. november
- Svetovni dan spomina na žrtve cestno-prometnih nesreč: 3. nedelja v novembru
- Svetovni dan boja proti smrtni kazni: 30. november
- Svetovni dan študentov: 17. november
- Svetovni dan otroka: 20. november
- Svetovni dan televizije: 21. november
- Svetovni dan pozdrava: 21. november
- Svetovni dan pravice vedeti: 28. november
- Svetovni dan urbanizma: 29. november
- Svetovni dan varstva potrošnikov: 30. november
- Svetovni dan boja proti smrtni kazni: 30. november

#### December
- Svetovni dan boja proti aidsu: 1. december
- Svetovni dan boja proti sužnosti: 2. december
- Svetovni dan invalidov: 3. december
- Svetovni dan prostovoljcev: 5. december
- Svetovni dan civilnega letalstva: 7. december
- Svetovni dan človekovih pravic: 10. december
- Svetovni dan gora: 11. december
- Svetovni dan zborovskega petja: 2. nedelja v decembru
- Svetovni dan migrantov: 18. december
- Svetovni dan človeške solidarnosti: 20. december